# Стольник великий коронний
Стольник великий коронний (пол. Stolnik wielki koronny, лат. dapifer Regni) — уряд дворський Корони Королівства Польського та Речі Посполитої.
До його компетенції належало накриття королівського столу. Пізніше ця посада стала почесною, а обов'язки стольника обмежилися почесною допомогою під час двірських урочистостей і церемоній.

## Деякі відомі стольники великі коронні
- Себастьян Любомирський (1551)
- Адам Казановський (1633—1634)
- Миколай Остророг (1634—1636)
- Данилович Петро (1636—1638)
- Ян Вельопольський (1664—1667)
- Рафал Лєщинський (1677—1678)
- Ян Малаховський (1734—1735)
- Август Мошинський (1752—1775)